# ضريح عباس الأول الصفوي
ضريح عباس الأول الصفوي (بالفارسية: آرامگاه شاه عباس بزرگ) أو مرقد حبيب بن موسى (بالفارسية: امامزاده حبیب بن موسی) هو مرقد شيعي وضريح تاريخي يعود إلى السلالة الصفوية، ويقع في كاشان. ضريح عباس الأول الصفوي هو في أيضا هذا مرقد.